# Michael Medwin
Michael Medwin, OBE (London, 1923. július 18. – Bournemouth, 2020. február 26.) angol színész.

## Fontosabb filmjei
Mozifilmek
- Black Memory (1947)
- Anna Karenina (1948)
- The Queen of Spades (1949)
- Trottie True (1949)
- Négyen a dzsipben (Four in a Jeep) (1951)
- Street Corner (1953)
- Malta Story (1953)
- Különös kirándulás (Genevieve) (1953)
- Doktor a tengeren (Doctor at Sea) (1955)
- Above Us the Waves (1955)
- Egy karrier története (Charley Moon) (1955)
- A Hill in Korea (1956)
- Doctor at Large (1957)
- A herceg halásznadrágban (The Duke Wore Jeans) (1958)
- The Wind Cannot Read (1958)
- Folytassa, nővér! (Carry On Nurse) (1959)
- Lélekmentők társasága (Crooks Anonymous) (1962)
- A leghosszabb nap (The Longest Day) (1962)
- Minden megtörténhet (It's All Happening) (1963)
- Kali Yug, la dea della vendetta (1963)
- Leszáll az éj (Night Must Fall) (1964)
- 24 Hours to Kill (1965)
- A hongkongi grófnő (A Countess from Hong Kong) (1967)
- Scrooge (1970)
- A szerencse fia (O Lucky Man!) (1973)
- Tengeri farkasok (The Sea Wolves) (1980)
- Britannia gyógyintézet (Britannia Hospital) (1982)
- Soha ne mondd, hogy soha (Never Say Never Again) (1983)
- A hazárdőr (The Jigsaw Man) (1983)
- Hontalanok hotelje (Hôtel du Paradis) (1987)
- A Gyémánt fivérek (Just Ask for Diamond) (1988)
- Staggered (1994)
- Fanny és Elvis  (Fanny and Elvis) (1999)
- A hercegnő (The Duchess) (2008)
- Veszélyes fantázia (Framed) (2008)

Tv-filmek
- Alice Tükörországban (Alice Through the Looking Glass) (1998)
- Cinderella (2000)

Tv-sorozatok
- Az Angyal visszatér (The Saint) (1978, egy epizódban)
- Shoestring (1979–1980, 21 epizódban)
- Szupernagyi (Super Gran) (1987, egy epizódban)
- Gyilkos ösztön (Murder in Mind) (2001, egy epizódban)
- Doktorok (Doctors) (2005, egy epizódban)